# الإسلام في جزر القمر
وفقا لتقديرات عام 2006 من قبل وزارة الخارجية الأميركية فإن ما يقرب من 98% من السكان في جزر القمر مسلمون. ساعدت المنظمات الإسلامية في دمج المجتمع القمري وتعريف العالم بهم. معظم المسلمين هم عرب أو فرس ولكن هناك أيضا أشخاص من أصل هندي.

## التاريخ

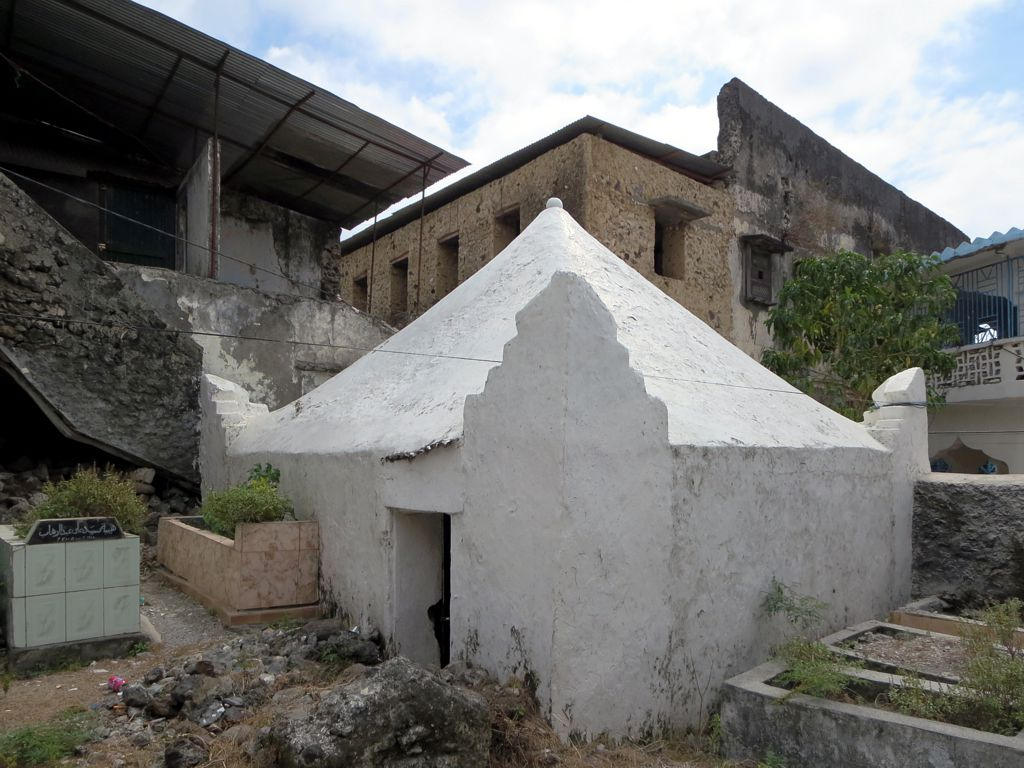
ضريح

تدعي بعض المصادر المحلية أن الإسلام وصل إلى جزر القمر خلال حياة النبي محمد ﷺ عندما كان نبيلا البلاد بيدجا موامبا ومتسوا مواندزي متواجدان في مكة في ذلك الوقت. الأدلة التاريخية تشير إلى أن التجار العرب والأمراء الشيرازيون المنفيون أدخلوا الإسلام في جزر القمر. لعب الإسلام دورا مركزيا في جزر القمر. تعلمت الأسر الحاكمة اللغة العربية وأطلق لقب حاج عليهم وحافظوا على العلاقات مع المجتمعات الإسلامية الأخرى مثل كيلوا، زنجبار، وسلطنة عمان. تتواجد طرق صوفية عدة مثل الشاذلية، القادرية، والرفاعية.
حسن بن عيسى حاكم البلاد الشيرازي في القرن السادس عشر الذي ادعى النسب من محمد شجع اعتناق الإسلام وشيد الكثير من المساجد. في القرن التاسع عشر بدأ الشيخ عبد الله درويش ممارسة الشعائر الإسلامية حسب الطريقة الشاذلية في جزر القمر. الشيخ درويش المولود في جزيرة القمر الكبرى سافر في جميع أنحاء الشرق الأوسط ثم تولى في وقت لاحق معتنق الإسلام محمد معروف (توفي 1904) شيخة الطريقة الشاذلية. وكان الشيخ عامي بن علي آل مازرووي (توفي 1949) أول العلماء في المنطقة الذي ألف كتب تندرج تحت باب الأدب الإسلامي باللغة السواحيلية. الحبيب عمر ب. أحمد بن سوميت (توفي 1976) درس في الدول العربية قبل أن يعود معلما وقاضيا في مدغشقر وزنجبار وبعد 1964 جزر القمر.

## المساجد والأماكن المقدسة

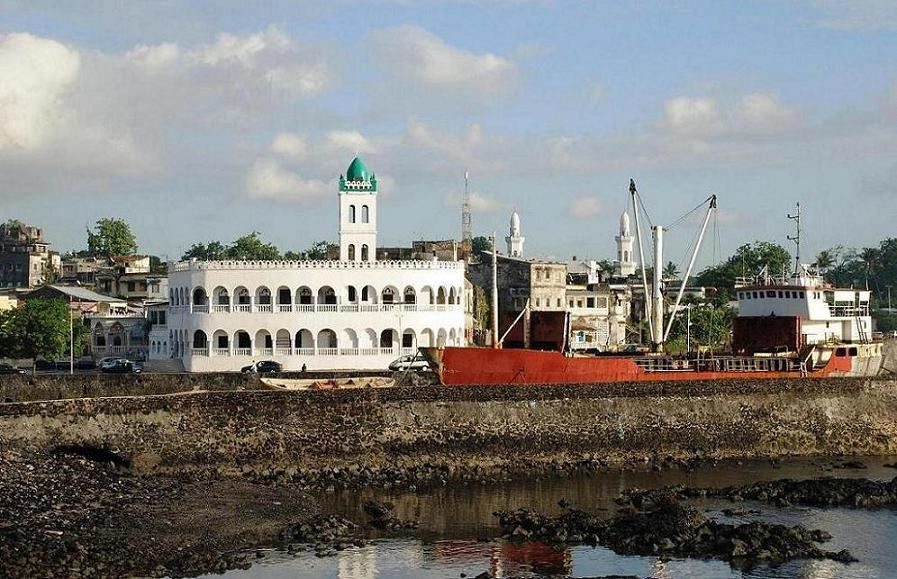
المسجد المركزي في موروني

تنتشر مئات المساجد في جميع أنحاء الجزر فضلا عن المدارس الإسلامية العديدة. عمليا فإن جميع الأطفال يحضورون المدارس القرآنية لمدة سنتين أو ثلاث سنوات وتبدأ عادة في حوالي سن الخامسة وهناك يتعلمون أساسيات علم اللغة العربية والإسلام. في المناطق الريفية فإن الأطفال يقومون بحضور هذه المدارس التي تكون في بعض الأحيان بعيدة عن المنزل ويقومون بمساعدة المعلم في العمل على أرضه. في عام 1998 افتتح المسجد الكبير الجديد بتمويل من أمير الشارقة في موروني. كثيرا ما يتم زيارة مقابر رجال الدين ومؤسسي الطرق الصوفية في المناسبات الدينية.

## الإجازات والاحتفالات
المسلمون في جزر القمر يمارسون الشعائر الدينية بطريقة صارمة. أثناء الاستعمار الفرنسي فإنهم قرروا احترام المسلمين في هذا البلد الذين يعتنقون المذهب الشافعي. يتم الاحتفال بجميع العطلات الإسلامية بما في ذلك عيد الأضحى، رأس السنة الهجرية، عاشوراء، المولد النبوي، ليلة الإسراء والمعراج، وشهر رمضان. تتميز احتفالات المولد النبوي بتناول الولائم. الكثير من النساء يرتدون التشيروماني وهو عبارة عن قطعة من القماش المطبوع الذي يلف جميع أنحاء الجسم. القمرون يلجئون في كثير من الأحيان للمرابطين لتضميد الجراح والحماية من الجن. المرابطون يستعينون بالجن لتحديد الأيام المناسبة للزواج الناجح، إجراء مراسم الشفاء، وإعداد التمائم التي تحتوي على آيات قرآنية.

## الإسلام السياسي
كان المناخ الاقتصادي والفوضى السياسية منذ الاستقلال في 1975 ضارة لتطوير حقوق الإنسان والعدالة الاجتماعية. وقد سعت الفصائل المتناحرة لحشد الدعم الديني على حد سواء لدعم السلطة والمنافسة السياسية والتفاوت الاجتماعي. وقد اعتمد الخصوم السياسيون على تفسيرهم الخاص للقرآن والحديث، والدعوة الإسلامية لتصحيح الفساد السياسي. المنظرون الإسلاميون استخدموا وجهات نظر إسلامية لتبرير وتحدي الحكومة. الأوروبيون قاموا بتدريب المسؤولين الحكوميين لتطبيق الأيديولوجيات السياسية الغربية والعلمانية مع الاستمرار في دعم قادة الجمعيات الإسلامية. ازداد الفكر الإسلامي السياسية والوهابية بشكل متطرد على الطلاب العائدين من الدراسات الإسلامية في الخارج. ردا على الإحساس بالظلم والفوضى داخل الحكومة القمرية فإن الحركات الإسلامية تأمل في إنشاء جمهورية إسلامية. عضو منظمة القاعدة فاضل عبد الله محمد مولود في موروني عاصمة جزر القمر ويحمل الجنسية الكينية بالإضافة إلى الجنسية القمرية.